# مايكل دويل
مايكل دويل (بالإنجليزية: Michael Doyle)‏ (8 أغسطس 1981 دبلن جمهورية أيرلندا - ) هو لاعب كرة قدم أيرلندي، يلعب كلاعب وسط، لعب 518 مباراة وسجل 35 هدف.

## مسيرته

### مسيرته مع المنتخبات الوطنية
- 2006 - 2006 لعب مع منتخب جمهورية أيرلندا لكرة القدم مباراة.

### مسيرته مع الأندية
- 2001 - 2002 لعب مع آرهوس جمناستيك فورينينغ 22 مباراة سجل خلالها 4 أهداف.
- 2003 - 2011 لعب مع كوفنتري سيتي 264 مباراة سجل خلالها 22 هدف.
- 2007 - 2007 لعب مع Republic of Ireland national football B team [الإنجليزية]‏ مباراة.
- 2009 - 2010 لعب مع ليدز يونايتد 42 مباراة.
- 2011 - 2015 لعب مع شيفيلد يونايتد 188 مباراة سجل خلالها 9 أهداف.

## وصلات خارجية
مايكل دويل على موقع قاعدة بيانات كرة القدم.إي يو (الإنجليزية)
- مايكل دويل على موقع ناشيونال فوتبول تيمز (الإنجليزية)
- مايكل دويل على موقع Soccerbase.com (لاعب) (الإنجليزية)
- مايكل دويل على موقع Soccerway.com (الإنجليزية)
- مايكل دويل على موقع عالم كرة القدم.نت (الإنجليزية)